# Катастрофізм

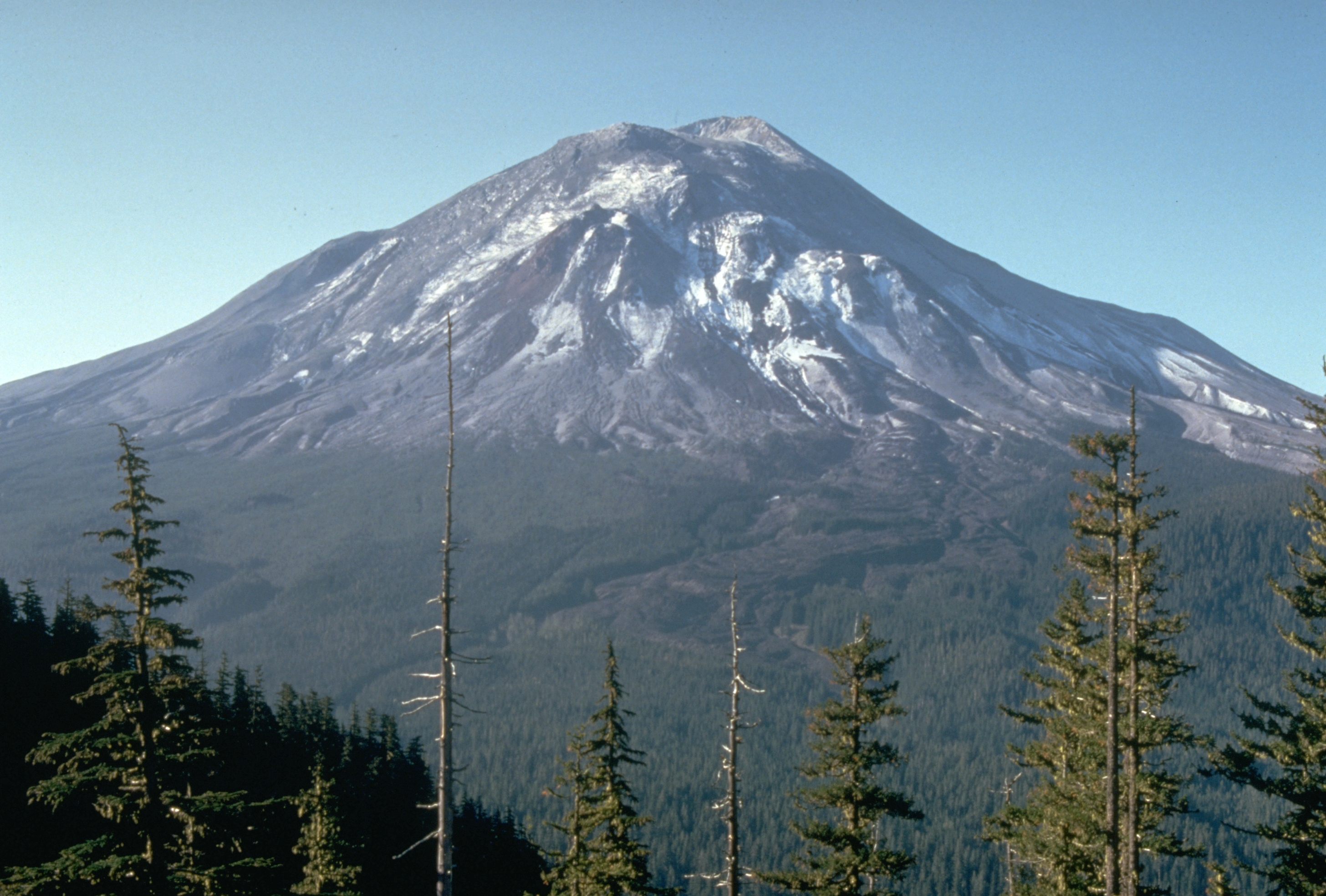
Гора St. Helens, 9:00, 17 травня 1980 р.

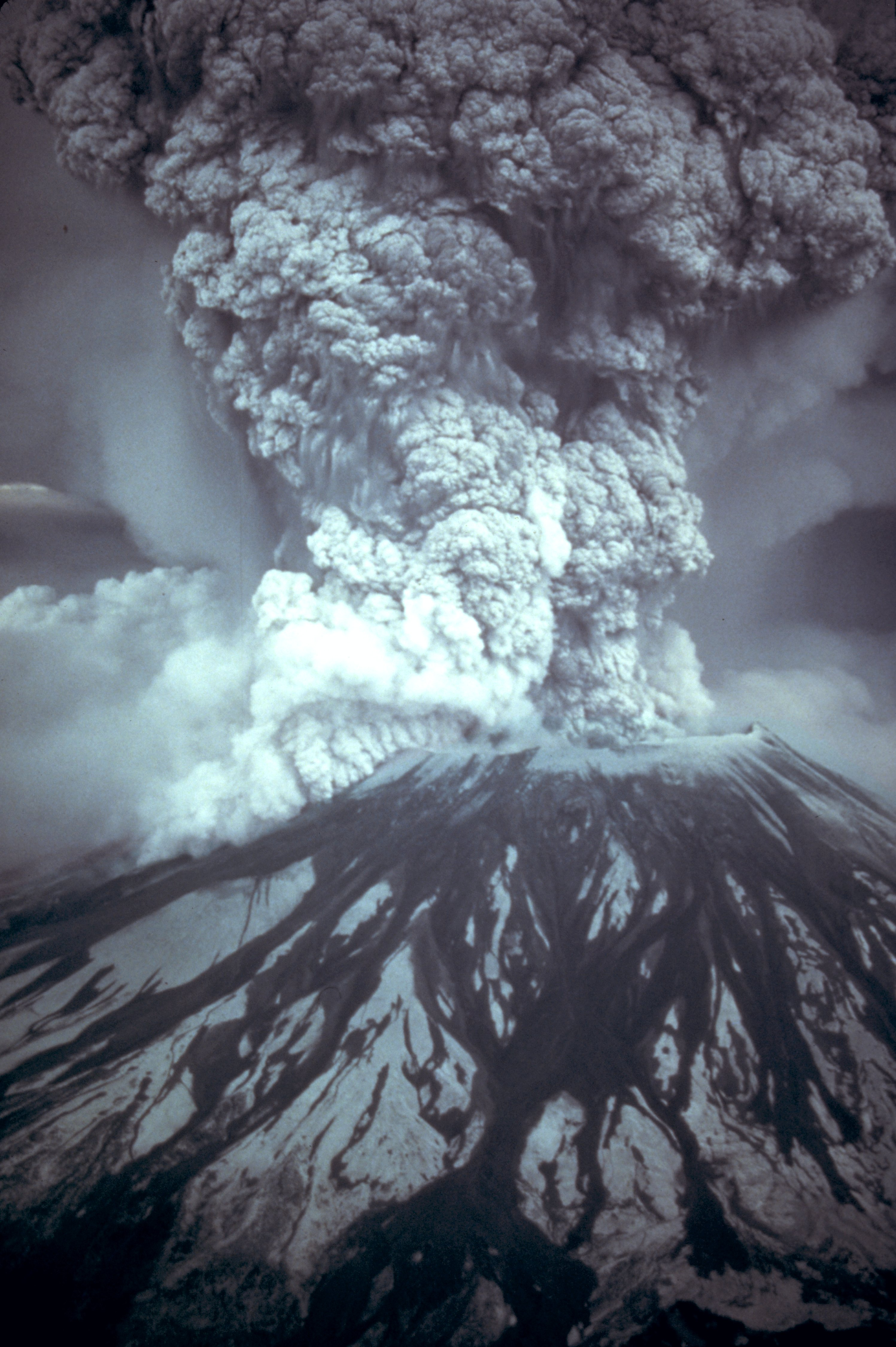
Виверження, близько 20:35, 18 травня 1980 р.

Катастрофізм (англ. catastrophism, англ. convulsionism; нім. Katastrophismus m, Katastrophenlehre f, Katastrophentheorie f), Теорія катастроф - застаріла система уявлень про зміни живого світу в часі під впливом подій, що призводять до масового вимирання організмів. Теорія катастроф, очевидно, походить від стародавніх міфів про потопи. Людиною, що розробила катастрофізм як цілісну гіпотезу, був відомий французький палеонтолог Жорж Кюв'є. Ґрунтуючись на змінах видового складу живих організмів, Кюв'є прийшов до висновку, що в результаті великих катастроф планетного масштабу відбувалося вимирання живого на значній частині земної поверхні. Відновлення флори та фауни відбувалося за рахунок видів, які прийшли з інших невеликих локалітетів. Самі види за Кюв'є - незмінні.
Концепція в геології, згідно з якою перетворення земної кори, зокрема її деформації, а також зміна складу органічного світу протікають катастрофічно швидко, протягом коротких відрізків геологічного часу, які відокремлені тривалішими періодами спокою (стабільності).
За даними послідовника Кюв'є - Альсіда Дессаліна Д'орбіньї - всього було 27 катастроф за історію Землі. Згідно з послідовниками Кюв'є відновлення живого світу відбувалося за рахунок повторних актів творіння.
Катастрофізм був розвінчаний в середині XIX століття роботами Чарлза Лайєлла, який поділяв еволюційне вчення Дарвіна. Уявлення про важливу роль катастроф в еволюції живого відродилися пізніше у вигляді неокатастрофізму.

## Записки Геродота в Єгипті
Після відвідин Єгипту 450-го року до н.е. Геродот записав переказ єгипетських жерців: "мені вдалося з'ясувати з незліченних джерел, що остання велика катастрофа сталася 23 березня 687 року до н.е. за юліанським календарем". 
Це була ніч знищення армії Сеннахеріба. Геродот почув також від жерців, що коли їхній цар Сетос відправився зі слабкою армією в Палестину, щоб битися з ассирійцями та їхнім царем Сеннахерібом, безліч польових мишей накинулося вночі на табір ассирійців і перегризла кріплення їхніх луків, так що армія, фактично знезброєна, почала тікати. При цьому Геродот додав: "І донині в храмі Гефеста стоїть кам'яна статуя царя (Сетоса) з мишею в руках, і з цієї нагоди є напис:" Поглянь на мене і бійся Богів". Знаменита фраза Геродота, що повідомляє про велику таємницю, почуту ним від єгипетських жерців, згідно з якою до того, як Єгипет став царством, Сонце кілька разів міняло призначений йому шлях, розташована в його "Історії" відразу після події про розгром армії Сеннахеріба. Що цікаво, що така ж послідовність спостерігається в 4-й книзі Царств: за історією Сенахеріба в главі 19 йде розповідь про порушення руху Сонця в главі 20 йде розповідь про те, що за сонячним годинником Сонце затрималося на 10 град.

## Записки Платона в Єгипті
Через 50 років після відвідування Єгипту Геродотом туди приїхав ще один філософ – Платон, незадовго до поїздки він розлучився з Сократом, який випив чашу з отрутою. Згодом він написав: "У певні періоди Земля має свій нинішній круговий рух, а в інші періоди вона обертається у зворотному напрямку ... З усіх змін, які відбуваються в небесах, цей зворотний рух є  найзначнішим і найповнішим".
В "Тимеї" Платон описує результати зіткнення Землі. "Земна куля, збита зі своєї орбіти, рухалася вперед і назад, і знову вправо і вліво, і вгору і вниз, блукаючи по всіх шести напрямках".
Також в "Тимеї" Платон розповідає про відвідування афінянином Солоном Єгипту за два століття до часу Платона:
 "Ах, Солон, Солон!" - Сказав один з жерців, зовсім старий. - Ви елліни, вічно залишаєтеся дітьми, і немає серед еллінів старця! - Чому ти так кажеш? - Запитав Солон. - Ви всі юні розумом, - відповів той, - бо уми ваші не зберігають в собі ніякого переказу, який би споконвіку переходив з роду в рід, ніякого навчання, посивілого від часу. Причина тому ось така. Вже були і ще будуть багаторазові й різні випадки смерті людей, до того ж, найстрашніші - через тисячі інших лих. Звідси поширене у Вас передання про Фаетона, сина Геліоса, який нібито колись запряг батьківську колісницю, але не зміг направити її за батьківським шляхом, а тому спалив все на Землі і сам загинув, спопелений блискавкою. Припустімо, що в цьому сказанні дещо є міфом, але в ньому міститься і правда: дійсно, тіла, що обертаються по небосхилу навколо Землі, відхиляються від своїх шляхів, і тому через відомі проміжки часу все на Землі гине від великої пожежі. ... Яке б славне або велике діяння або взагалі чудова подія не сталася, будь то в нашому краї чи в будь-якій країні, про яку ми отримуємо звістки, все це з давніх часів відбивається в записах, які ми зберігаємо в наших храмах; тим часом як у Вас та інших народів кожного разу, як тільки встигне виробитися писемність і все інше, що необхідне для міського життя, знову і знову в урочний час з небес спадають потоки, немов мор, залишаючи з усіх Вас лише неписьменних невчених. І Ви знову починаєте все спочатку, немов тільки що народилися, нічого не знаючи про те, що відбувалося в давнину у нашій країні або у вас самих... Так, ви зберігаєте пам'ять тільки про один потоп, але ж їх було багато до цього, більше того, ви навіть не знаєте, що найпрекрасніший і благородний рід людей жив колись у вашій країні. Ти сам і всі твої міста походять від тих небагатьох, хто залишився з цього роду, але ви нічого про нього не відаєте, бо їхні нащадки протягом багатьох поколінь вмирали, не залишаючи ніяких записів.

... Адже за свідченням наших записів ... ще існував острів, що лежав перед тою протокою, яку ви називаєте Геракловими стовпами. Цей острів перевищував своїми розмірами Лівію і Азію разом узяті ... На цьому острові, що іменувався Атлантидою, виникло дивне за величиною і могутністю царство, чия влада простягалася на весь острів, на багато інших островів і на частину материка, а понад те, по цей бік протоки вони панували над Лівією аж до Єгипту і Європою - аж до Тірренії. ... Але пізніше, коли прийшов час небачених землетрусів і повеней, за одну жахливу добу вся ваша військова сила була поглинена Землею, що розверзлася; рівним чином і Атлантида зникла, поринувши у вир. Після цього море в тих місцях стало аж до цього дня несудноплавним і недоступним через обміління, викликане величезною кількістю мулу, що залишився і опісля осів островом."
.
(Див. Платон. Тімей // Зібрання творів В 4-х тт, Т. 3, С. 426-427, 429-430 Під перекладом з давньогрец. С.С. Аверинцева.).

## Згадки в Біблії
Згодом було встановлено, що ці події були викликані наближенням планети Марс, зміщеної зі своєї колишньої орбіти Венерою під час останньої зустрічі планетарної родини. Якщо китайські записи з приводу ночі 23 березня 687 р. до н.е. говорять про зірку, що впала з дощем блискучих зірок. У Біблії також була відбита ця дата в більш деталізованому тексті Мідраша, повідомляючи про нищівний удар, від якого зупинилося дихання воїнів, хоча одяг на них залишився неушкодженим.

## Записки Ісайї
Пророк Ісая так описує серію катастроф, що сталися на Землі:
"Ось, Господь спустошує Землю і робить її безплідною; змінює вигляд її і розсіює тих, що живуть на ній ... за те спалені мешканці Землі, і трохи залишилося людей". "Жах і яма і петля для тебе, житель Землі! ... Бо вікна з небесної висоти розчиняться, і основи Землі затремтять. Земля журиться, Земля розпадається, Земля сильно вражена".